# Partulina physa
Partulina physa је пуж из реда Stylommatophora и фамилије Achatinellidae. 

## Угроженост
Ова врста се сматра угроженом.

## Распрострањење
Сједињене Америчке Државе (само Хаваји) су једино познато природно станиште врсте.

## Станиште
Врста Partulina physa има станиште на копну.